# Joc Pederson
Joc Russell Pederson (Palo Alto, 21 aprile 1992) è un giocatore di baseball statunitense, esterno centro per i San Francisco Giants della Major League Baseball (MLB).

## Carriera
Pederson venne selezionato nell'11º turno del draft MLB 2010 dai Los Angeles Dodgers. Debuttò nella MLB il 1º settembre 2014, al Dodger Stadium di Los Angeles, contro i Washington Nationals, entrando in campo come sostituto battitore. L'anno successivo divenne stabilmente titolare, battendo il suo primo fuoricampo il 12 aprile contro gli Arizona Diamondbacks. A maggio pareggiò il record di franchigia per un debuttante con 9 fuoricampo in singolo mese. A luglio divenne il primo rookie dei Dodgers a venire convocato per l'All-Star Game da quando Hideo Nomo lo fu nel 1995. La sua annata si concluse con una media battuta di ,210, 26 fuoricampo (all'epoca secondo miglior risultato di sempre per un rookie di Los Angeles dai 35 di Mike Piazza nel 1993) e 54 punti battuti a casa (RBI).
Nel 2016, Pederson batté con una media di ,246, con 25 fuoricampo e 68 RBI. Il aprile 2017, Pederson batté un grande slam nella prima gara dell'anno contro i Padres. I suoi 5 RBI furono il massimo per un giocatore dei Dodgers da quando Raúl Mondesí ne batté 6 nel 1999 contro Arizona. Il 19 agosto, Pederson, dopo un periodo negativo e l'acquisto di Curtis Granderson dai New York Mets, fu retrocesso nelle minor league. La sua stagione regolare si concluse con ,212 in battuta e 11 fuoricampo.
Con un fuoricampo in gara 6 delle World Series 2017, il suo terzo della serie, Pederson pareggiò un record delle World Series con la quinta gara consecutiva con una battuta da extra base. I Dodgers furono infine sconfitti dagli Houston Astros per quattro gare a tre.
Nel 2020 divenne campione delle World Series e al termine di esse divenne free agent.
Il 5 febbraio 2021, Pederson firmò un contratto annuale con i Chicago Cubs, con inclusa un'opzione soggetta a conferma da entrambe le parti per la seconda stagione.
Il 15 luglio 2021, i Cubs scambiarono Pederson con gli Atlanta Braves, per sostituire l'infortunato Ronald Acuña Jr., in cambio del giocatore di minor league Bryce Ball. Divenne free agent al termine della stagione, dopo aver conquistato assieme ai Braves, il suo secondo titolo delle World Series consecutivo con due franchigie diverse.
Il 17 marzo 2022, Pederson firmò un contratto annuale del valore di 6 milioni di dollari con i San Francisco Giants.

## Palmarès

### Club
- World Series: 2

Los Angeles Dodgers: 2020
Atlanta Braves: 2021

### Individuale
- MLB All-Star: 1

2015